# Greatest Hits: My Prerogative
Greatest Hits: My Prerogative är ett samlingsalbum av popartisten Britney Spears. Albumet släpptes den 1 november 2004 i Japan, den 8 november 2004 på flera olika håll runtom i världen, och den 9 november 2004 i USA och Kanada. Albumet sålde ca 6 miljoner exemplar världen över.

## Låtlista
Bara i Storbritannien kunde man köpa den kompletta versionen av albumet. På den europeiska och amerikanska versionen fanns inte "Don't Let Me Be the Last to Know".
"From the Bottom of My Broken Heart", den originella "Overprotected", "Anticipating" och "That's Where You Take Me" fanns inte med på någon version.
1. "My Prerogative" (Riley, E.T./Brown, B./Griffin, G.) — 3:33
2. "Toxic" (Karlsson, C./Winnberg, P./Dennis, C./Jonback, H.) — 3:19
3. "I'm a Slave 4 U" (Williams, P./Hugo, C.) 3:25
4. "Oops!... I Did It Again" (Max Martin, Rami) — 3:33
5. "Me Against the Music" (med Madonna) (Nash, T./Nkhereanye, T. "Tab"/O'Brien, G./Madonna/Stewart, Chris "Tricky"/Spears, B/Magnet, P.) — 3:45
6. "Stronger" (Max Martin, Rami) — 3:23
7. "Everytime" (Stamatelatos, A./Spears, B.) — 3:51
8. "...Baby One More Time" (Max Martin) — 3:32
9. "(You Drive Me) Crazy" (Max Martin, David Kreuger, Per Magnusson, Jörgen Elofsson) — 3:18
10. "Boys (The Co-Ed Remix)" (med Pharrell) (Williams, P./Hugo, C.) — 3:47
11. "Sometimes" (Elofsson, Jorgen) — 4:05
12. "Overprotected (The Darkchild Remix)" (Max Martin, Rami) — 3:20
13. "Lucky" (Max Martin, Rami) — 3:25
14. "Outrageous" (Kelly, R.) — 3:21
15. "Don't Let Me Be the Last to Know" [Bara utanför Storbritannien och Japan] (Twain, Shania/Lange, R.J./Scott, Keith) — 3:50
16. "Born to Make You Happy" [Bara utanför USA] (Carlsson, A./Lundin, K.) — 4:04
17. "I Love Rock 'N' Roll" [Bara utanför USA] (Merrill, Alan/Hooker, Jake) — 3:08
18. "I'm Not a Girl, Not Yet a Woman" (Max Martin, Dido, Rami) — 3:51
19. "I've Just Begun (Having My Fun)" (Karlsson, C./Winnberg, P./Spears, B./Jonback, H./Bell, M. ) — 3:23
20. "Do Somethin'" (Hunte, A./Karlsson, C./Winnberg, P./Jonback, H.) — 3:22

- Begränsad utgåva: Remixbonusskiva

1. "Toxic" [Armand Van Helden Remix Edit] — 6:24
2. "Everytime" [Hi-Bias Radio Remix] — 3:26
3. "Breathe on Me" [Jacques Lu Cont Mix] (Greene, L./Lee, S./Anderson, S.) — 8:08
4. "Outrageous" [Junkie Xl's Dancehall Mix] — 2:56
5. "Stronger" [Miguel "Migs" Vocal Mix] [Bara utanför USA] — 6:31
6. "I'm a Slave 4 U" [Thunderpuss Club Mix] [Bara utanför USA] — 8:46
7. "Chris Cox Megamix" — 4:57

## Singlar
- My Prerogative
- Do Somethin'